# Municipio de Silvesta
El municipio de Silvesta (en inglés: Silvesta Township) es un municipio ubicado en el condado de Walsh en el estado estadounidense de Dakota del Norte. En el año 2010 tenía una población de 38 habitantes y una densidad poblacional de 0,41 personas por km².

## Geografía
El municipio de Silvesta se encuentra ubicado en las coordenadas 48°29′33″N 98°6′42″O / 48.49250, -98.11167. Según la Oficina del Censo de los Estados Unidos, el municipio tiene una superficie total de 93.03 km², de la cual 91,05 km² corresponden a tierra firme y (2,13 %) 1,98 km² es agua.

## Demografía
Según el censo de 2010, había 38 personas residiendo en el municipio de Silvesta. La densidad de población era de 0,41 hab./km². De los 38 habitantes, el municipio de Silvesta estaba compuesto por el 94,74 % blancos, el 2,63 % eran asiáticos y el 2,63 % eran de una mezcla de razas. Del total de la población el 2,63 % eran hispanos o latinos de cualquier raza.